# Nikolaikirche (Wilsdruff)

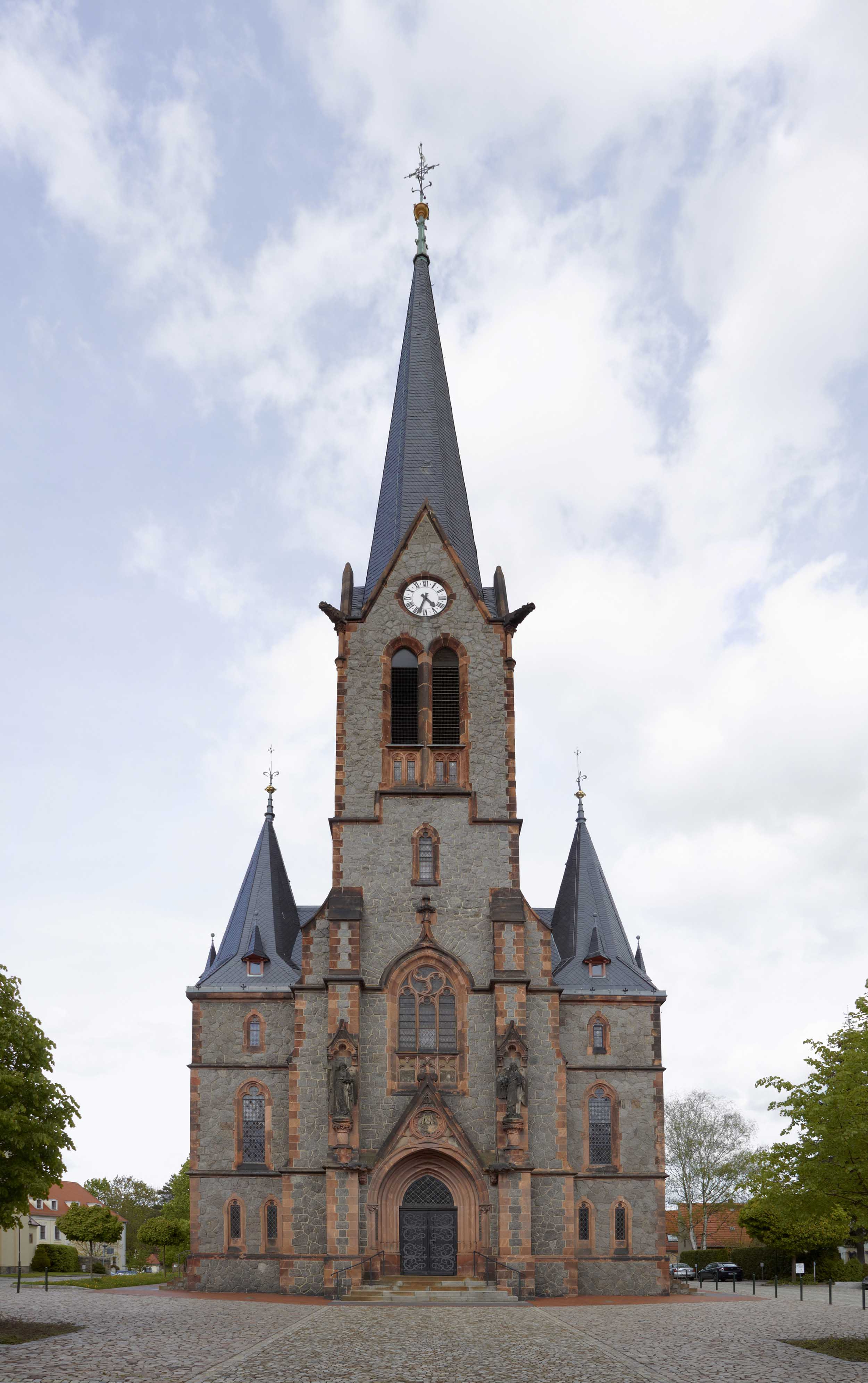
Turmfont aus Westsüdwesten

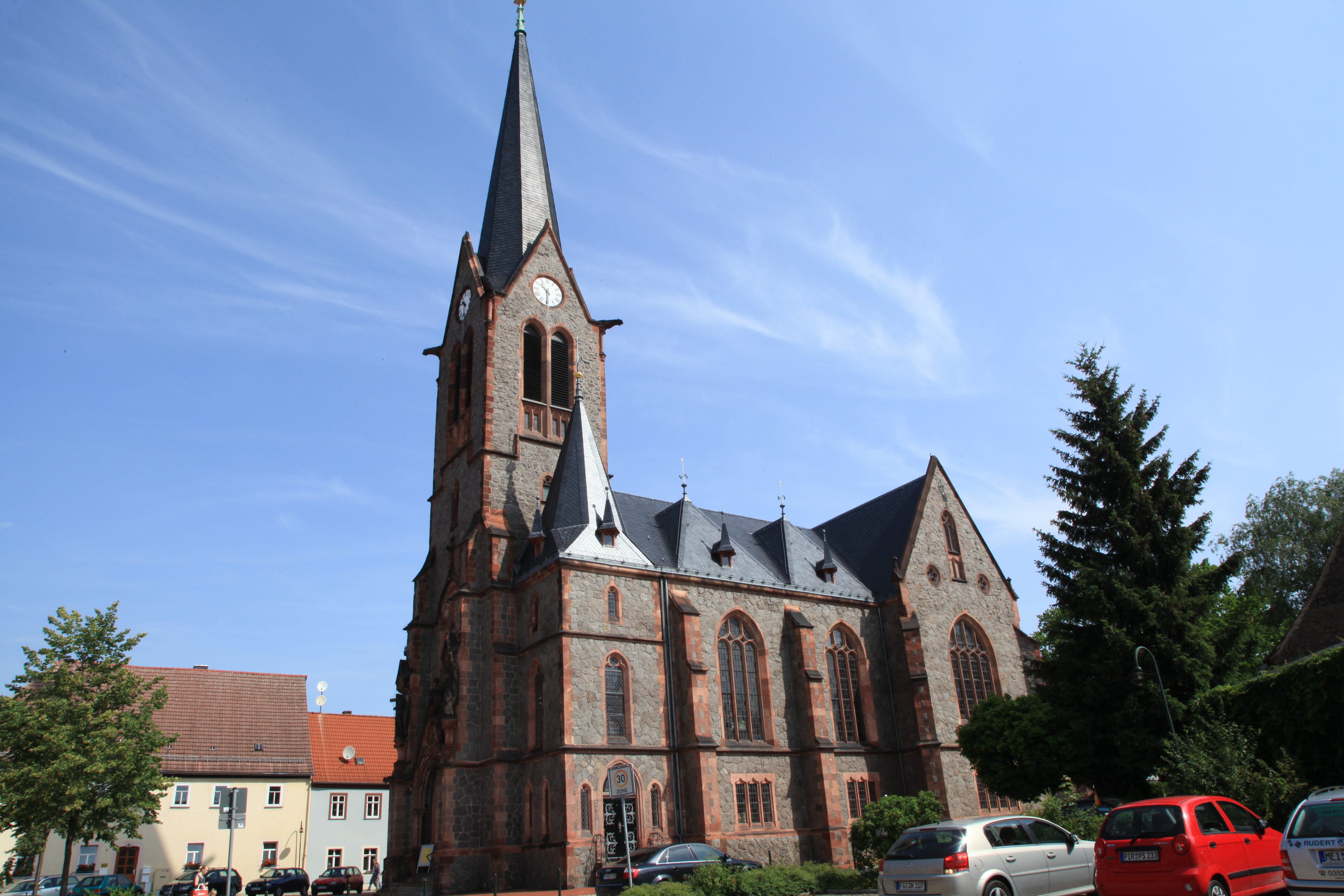
Ansicht aus Richtung Süden

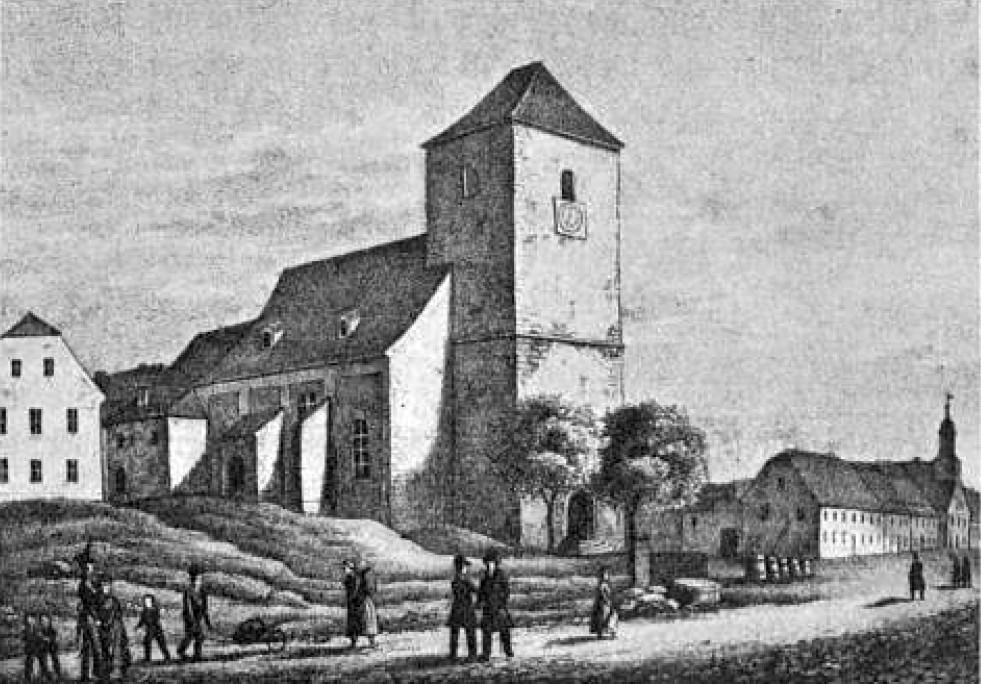
Der 1896 abgebrochene Vorgängerbau

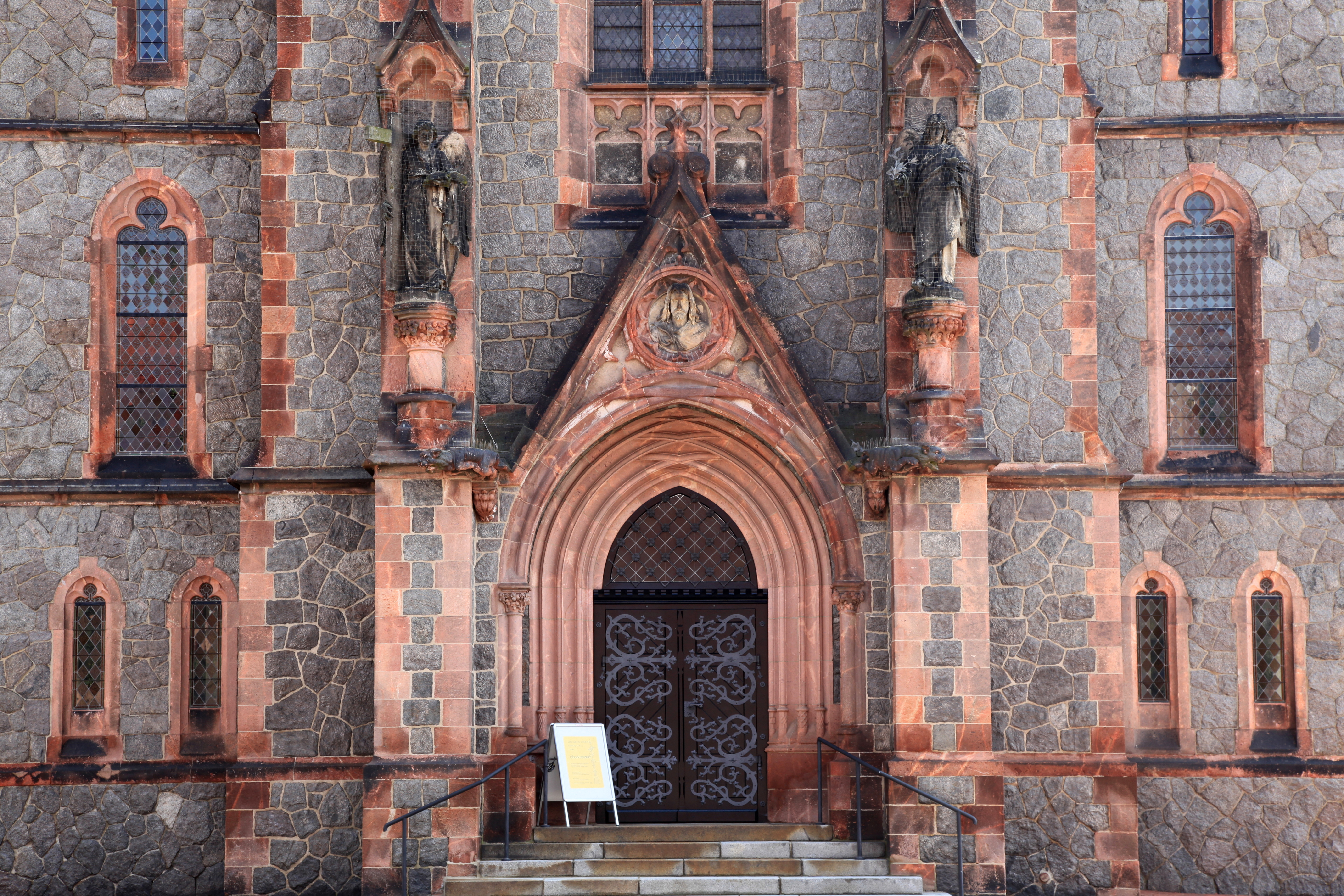
Westportal

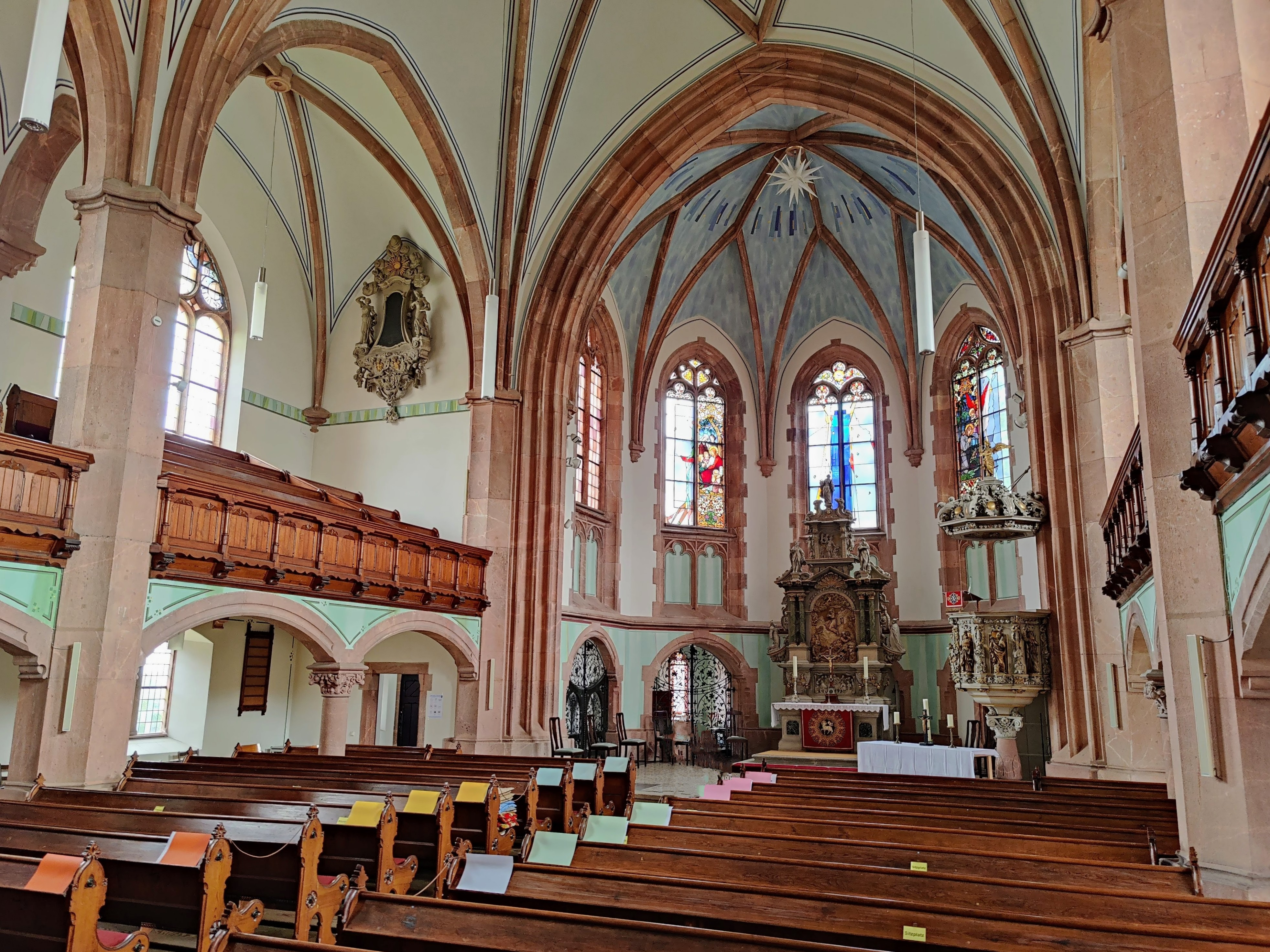
Innenraum (2021)

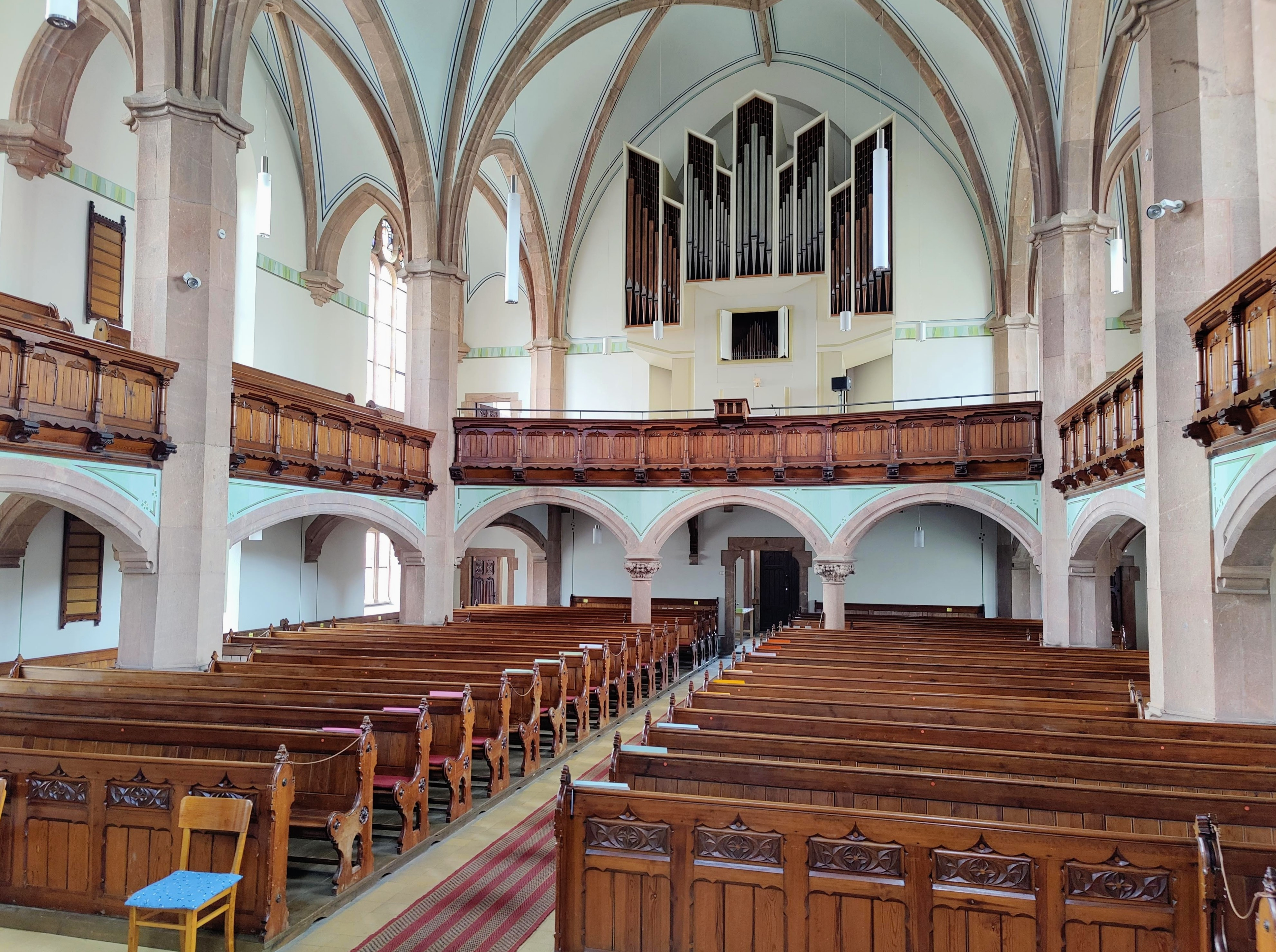
Innenraum, Blick zur Orgel

Die  Wilsdruffer St. Nicolaikirche (vielfach auch: „Nikolaikirche“) steht am Kirchplatz der Stadt Wilsdruff, ca. 50 m nördlich des Marktplatzes. Kirche und Markt sind prägende Bestandteile des historischen Stadtkerns. Eine Nikolaikirche gibt es in Wilsdruff wahrscheinlich bereits seit dem frühen 13. Jahrhundert. Jeden Sonntag findet dort ein evangelischer Gottesdienst statt.

## Patrozinium
Wie andere Nikolaikirchen hat auch die Wilsdruffer Nikolakirche den St. Nikolaus von Myra zum Schutzpatron. St. Nikolaus ist u. a. der Schutzpatron der Kaufleute. Wilsdruff besaß sehr zeitig eine günstige Lage im Straßen- und Wegenetz. Beispielsweise führte die zwischen Dresden und Meißen bestehende Straßenverbindung über Wilsdruff.

## Baugeschichte
Im Jahr 1572 soll die Nikolaikirche „an Turm und Mauern erhöht und verlängert“ worden sein. Nachdem die Kirche dem Stadtbrand von 1584 entgangen war, brannte sie 1686 bis auf die Umfassungsmauern ab. Die wiederhergestellte Kirche wurde 1693 geweiht. Der letzte Stadtbrand von 1744 zerstörte die hölzerne Turmpyramide. Das Langhaus wurde gerettet, indem man sämtliche Zugänge mit Dung verstopfte. 1805 ist der Turm erneuert worden, 1852 erhielt dieser ein hölzernes, schiefergedecktes Kuppeldach, 1889 einen neuen vergoldeten Knopf. 1883 erfuhr das Kircheninnere eine Renovierung. Bereits im Jahr 1893 erteilte man dem Architekten Th. Quentin in Pirna den Auftrag, Umbaupläne zu erarbeiten, weil das Kircheninnere für baufällig und unwürdig befunden worden war. Wegen der zu hohen Umbaukosten entschied man sich 1894 für einen vollständigen Neubau, den der Architekt Woldemar Kandler 1896/97 persönlich leitete.
In der alten Nikolaikirche wurde am 12. Januar 1896 ein Abschiedsgottesdienst abgehalten. Danach erfolgte vom 17. Januar bis zum 26. Februar ihr Abbruch. Am 17. März wurde der erste Spatenstich getan. Im Bereich des ehemaligen Altarraumes stieß man auf Grüfte, in denen Angehörige der Familie von Schönberg bestattet worden waren. Eine Beseitigung der Grüfte war unvermeidbar, sodass man die sterblichen Überreste sammelte, um sie in einer gemeinsamen Grabstätte zu vereinen. Am 26. Mai 1896 erfolgte die feierliche Grundsteinlegung (Grundstein mit Jahreszahl 1896 und Steinmetzzeichen außen neben der Tür zur Sakristei). Der Bau schritt unter Beteiligung etlicher Wilsdruffer Unternehmen und Handwerker zügig voran, sodass am 23. September das Richtfest und fast ein Jahr später, am 20. September 1897, die Weihe stattfand (Jahreszahl der Kirchweihe in Bleiglasfenster unter dem Bild „Jesus betet im Garten Gethsemane“).
Die durch neogotische bzw. neoromanische Stilelemente geprägte Hallenkirche mit polygonalem Chor wurde u. a. mit einer Jehmlich-Orgel, Dampfheizung und elektrischer Beleuchtung ausgestattet. Der Kirchenbau hat rund 200.000 Mark gekostet, wobei die Kosten ungefähr je zur Hälfte von der Stadt und der Kirchgemeinde getragen wurden. Man verwendete u. a. 1123 m³ Bruchsteine (Syenit vom Wilsdruffer Kirschberg), 400 m³ Mauersteine (vom Vorgängerbau), 400 m³ Sand, 121 m³ Kalk und 25.000 Mauerziegel; Fenstergewände usw. wurden aus Rochlitzer Porphyr hergestellt. Das Gewölbe wird von einem 20 Zentner schweren Schlussstein mit dem Kreuzeszeichen zusammengehalten. Der Neubau ist gegenüber dem Vorgängerbau etwas weiter von der vorbeiführenden Meißner Straße abgerückt und rechtwinklig zu dieser ausgerichtet.
Von 1994 an wurden der Kirchturm, das Dach und die Fassade der Kirche abschnittsweise saniert. Diese Arbeiten konnten Kirchweih 2001 mit dem Vervollständigen der Fenster im Altarraum abgeschlossen werden. Die neuen, von Camillo Schulz entworfenen Bleiglasfenster ersetzen die zu Kriegsende zerstörten Fensterbahnen und gehen mit den von 1897 noch erhaltenen eine gelungene Verbindung ein. 2006 fand eine umfangreiche Sanierung des Kircheninneren statt (u. a. neue Farbgestaltung).

## Funde beim Kirchenabriss 1896
In der Gruft des Caspar Rudolf von Schönberg (gestorben 1628) fand man ein goldenes Armband, ein goldenes Ohrgehänge und eine schwere, goldene, von Kurfürst Christian II. verliehene Gnadenkette (Abbild im Heimatmuseum der Stadt Wilsdruff), die aus einem Anhänger, 30 emaillierten Gliedern und einem Schloss bestand. Diese Wertgegenstände wurden zugunsten des Diakonatslehens für 8000 Mark an das Grüne Gewölbe in Dresden verkauft. Weil der Rittergutsbesitzer und Kollator Egon von Schönberg die hierfür erforderliche Zustimmung gegeben hatte, überließ man diesem aus Dankbarkeit zwei teilweise versilberte Kruzifixe aus Kupfer, die in zwei anderen Gräbern gefunden worden waren.

## Spätromanisches Portal
Trotz mehrfacher Beschädigung, besonders infolge von Stadtbränden, hatten sich in dem bis 1896 bestehenden Bau einige Reste des Erstbaus erhalten. Einer dieser Reste, ein wahrscheinlich im ersten Viertel des 13. Jahrhunderts geschaffenes Portal, wurde in die Turmvorhalle des Neubaus als Innenportal übernommen. Weil die Nikolaikirche (zusammen mit diesem Portal) sehr wahrscheinlich zur Zeit der planmäßigen mittelalterlichen Stadtanlage, die in ihrer Grundstruktur weitgehend erhalten blieb, ersterrichtet worden ist, kann dieses Portal wohl als der bedeutendste Sachzeuge der Wilsdruffer Stadtentstehung angesprochen werden.

## Altar

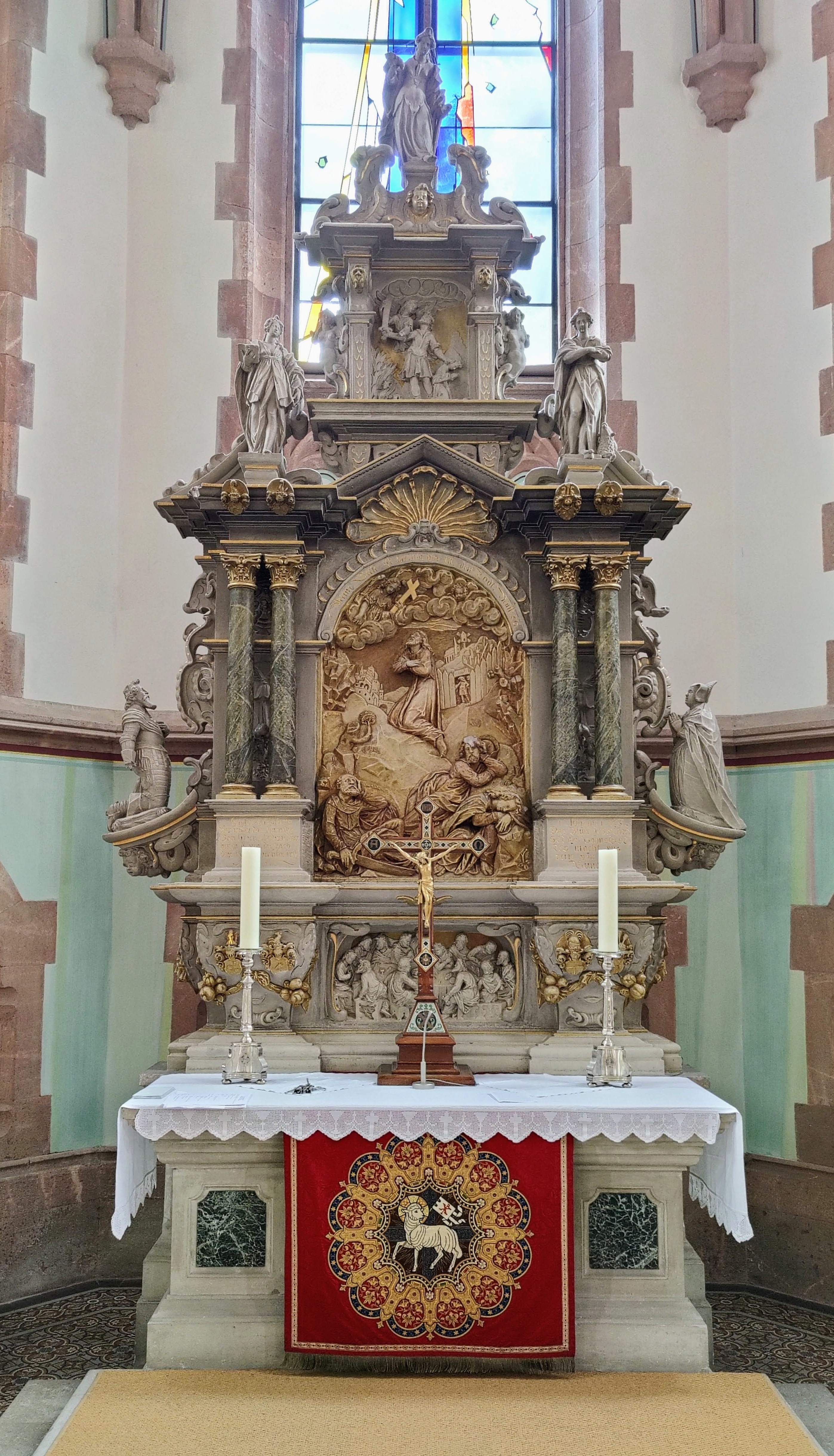
Altar

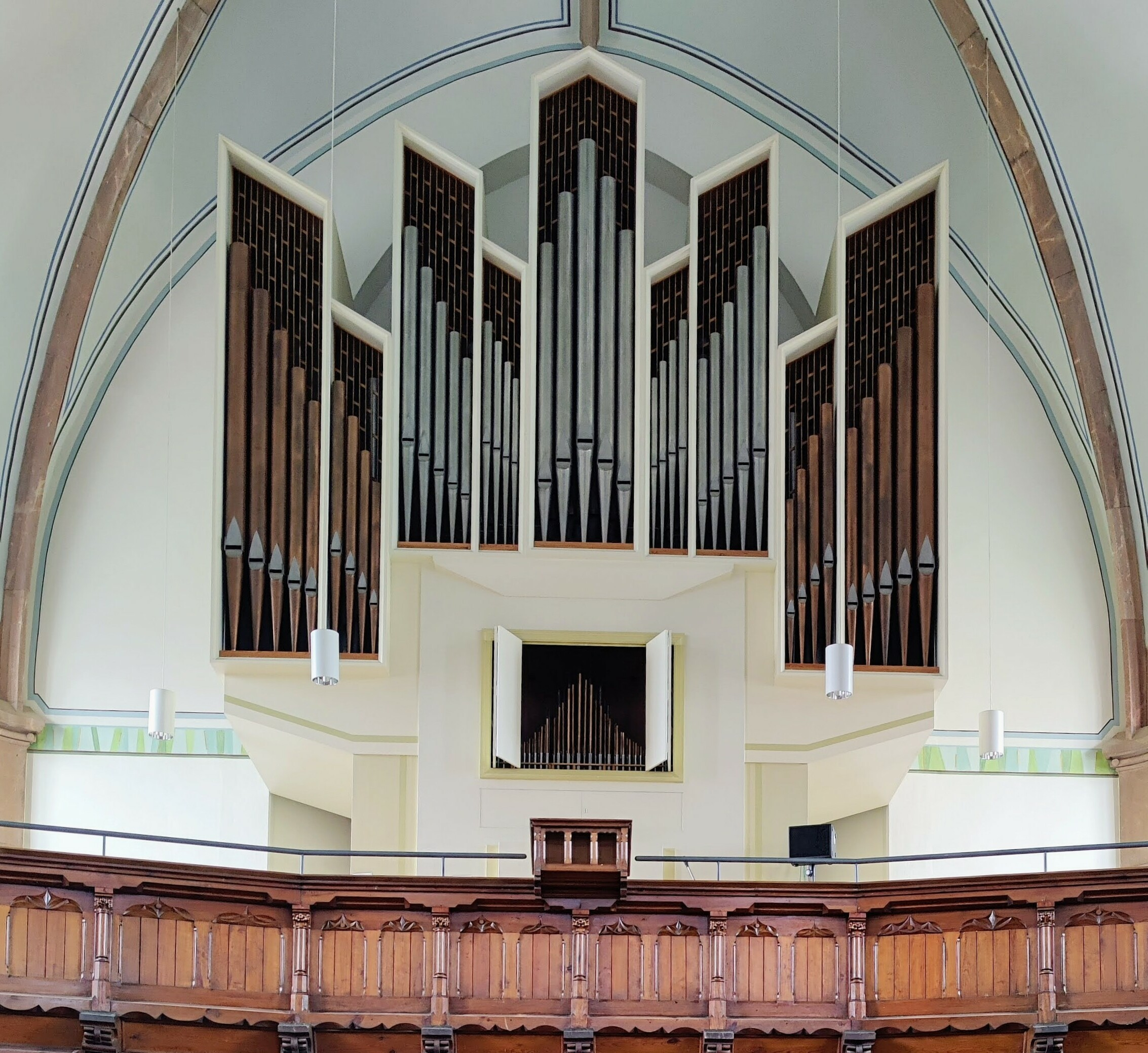
Jehmlich-Orgel von 1969

Zum älteren Kircheninventar gehört auch ein durch Hans Heinrich von Schönberg gestifteter, frühbarocker Altaraufsatz, den 1631 der Pirnaer Bildhauer Caspar Klöpl (auch: Klüppel) aus Elbsandstein schuf. Er stand in der alten Nikolaikirche über der Gruft des Caspar Rudolf von Schönberg (gestorben 1628), sodass ihn der Stifter wohl zum Andenken an seinen Bruder errichten ließ.
Den figürlichen Schmuck des Altaraufsatzes bilden zwei Stifterfiguren (wohl Hans Heinrich von Schönberg und seine Frau), drei Reliefs („Das Heilige Abendmahl“, „Jesus betet im Garten Gethsemane“, „Die Opferung Isaaks“), zwei Kindengel sowie drei Frauengestalten, die Glaube (lat. Fides), Liebe (lat. Caritas) und Hoffnung (lat. Spes) versinnbildlichen. Der Stadtbrand von 1686 scheint nicht spurlos an diesem Altar vorübergegangen zu sein, da nach der Beseitigung von Ölfarbe eine schwarze Verfärbung des Sandsteins zum Vorschein kam. In der Rückwand des Altartisches befindet sich eine Sakramentsnische, die wohl dasselbe Alter wie das spätromanische Portal hat.

## Orgel
Die gegenwärtige Orgel wurde 1969 von der Firma Jehmlich Orgelbau Dresden neu erbaut, weil die aus dem Jahr 1897 stammende Jehmlich-Orgel bei Kriegsende schwer beschädigt worden war. Sie verfügt über 26 Register auf zwei Manualen und Pedal. 2006 erfolgte ein neuer Anstrich im Rahmen der Innensanierung.